# Jun Enomoto
Jun Enomoto (榎本 潤 Enomoto Jun?,  nacido el 13 de mayo de 1977 en Saitama) es un exfutbolista japonés. Jugaba de delantero y su último club fue el FC Tokyo de Japón.

## Trayectoria

### Clubes
| Club     | País  | Año         |
| -------- | ----- | ----------- |
| FC Tokyo | Japón | 1999 - 2001 |